# Blauwestad
Blauwestad est un nouveau village qui fait partie de la commune d'Oldambt dans la province néerlandaise de Groningue.
Le village, dont le nom signifie ville bleue, est créé à partir de 2004 dans le cadre du project du même nom, sur les rives du nouveau lac artificiel d'Oldambtmeer. Initialement, il était prévu que le nouveau village compte 1 500 maisons et 3 500 habitants. En 2010, il n'y a que 150 maisons de réalisées. La demande étant nettement inférieure à la prévision de construction, il est probable que le nombre d'habitations et la vitesse de construction seront prévus à la baisse.